# 940er
Portal Geschichte | Portal Biografien | Aktuelle Ereignisse | Jahreskalender | Tagesartikel

◄ |
9. Jh. |
10. Jahrhundert
| 11. Jh. | ►

◄ |
910er |
920er |
930er |
940er
| 950er | 960er | 970er | ►

940 |
941 |
942 |
943 |
944 |
945 |
946 |
947 |
948 |
949

## Ereignisse
- 941: Heinrich von Sachsen, Herzog von Lothringen, plant die Ermordung seines Bruders König Otto I. Er wird verraten und in Ingelheim eingekerkert. Seine Komplizen werden enthauptet. Durch Fürsprache seiner Mutter Mathilde wird er wieder begnadigt, verliert aber Lothringen.